# Тимченко, Александр Александрович
Алекса́ндр Алекса́ндрович Ти́мченко (укр. Олександр Олександрович Тимченко; 18 февраля 1999, Чемужовка — 28 февраля 2022, Трёхизбенка) — украинский военнослужащий, младший сержант Национальной гвардии Украины, участник российско-украинской войны. Герой Украины (25 марта 2022, посмертно).

## Биография
Родился 18 февраля 1999 года в селе Чемужовка Змиёвского района Харьковской области.
Служил в составе 4-й бригады оперативного назначения имени Героя Украины сержанта Сергея Михальчука. С февраля по апрель 2020 года выполнял служебно-боевые задачи в зоне проведения ООС в районе Светлодарской дуги. Среди подчинённых младший сержант Тимченко пользовался авторитетом, поскольку обладал незаурядными лидерскими качествами и являлся достойным примером для бойцов.
23 февраля 2022 года в связи с напряжённой оперативной обстановкой накануне широкомасштабного вторжения войск РФ на территорию Украины военный оперативный резерв бригады был срочно передислоцирован в Луганскую область.
Во время широкомасштабного российского вторжения, 26 февраля 2022 года, в районе населенного пункта Трёхизбенка, по заявлению Офиса Президента Украины, Тимченко «под постоянными массированными артиллерийскими обстрелами со стороны российских войск занял огневую позицию, позволяя собратьям из своего отделения выйти из района поражения. Александр Тимченко гранатой взорвал БМП вместе с пехотой. Достойно приняв бой, младший сержант дал возможность собратьям отойти, а сам остался и получил ранения, несовместимые с жизнью».

## Награды
- Звание «Герой Украины» с удостоением ордена «Золотая Звезда» (25 марта 2022, посмертно) — за личное мужество и героизм, проявленные в защите государственного суверенитета и территориальной целостности Украины, верность военной присяге[2].

- Орден «За мужество» III степени (2022, посмертно) — за личное мужество и самоотверженные действия, проявленные в защите государственного суверенитета и территориальной целостности Украины, верность военной присяге[3].